# Eois ferruginata
Eois ferruginata là một loài bướm đêm trong họ Geometridae.